# Jochblattartige
Die Jochblattartigen (Zygophyllales) bilden eine Ordnung der Eurosiden I.

## Beschreibung
Es sind krautige Pflanzen, Sträucher oder Bäume; einige Arten sind Hemiparasiten. Die Nebenblätter sind oft zu Dornen umgewandelt. Sie haben fünfzählige, zwittrige Blüten.

## Systematik
In der Ordnung der Jochblattartigen gibt es zwei Familien:
- Jochblattgewächse (Zygophyllaceae)
- Ratanhiengewächse (Krameriaceae)